# Gyllebo (naturreservat)
Gyllebo är ett naturreservat och Natura 2000-område bildat 2009, beläget vid orten Gyllebo i Simrishamns kommun. Reservatet omfattar sjön Gyllebo sjö, som är Österlens största sjö, och den kringliggande bokskogen och skyddas av fågeldirektivet.
Det finns möjlighet att ta sig runt hela Gyllebosjön till häst på småvägar och den speciellt anlagda ridstigen på sjöns norra sida. Här finns också en rastplats med plats för hästen.